# Myeongjong (Goryeo)
Myeongjong (né le 8 novembre 1131 et mort le 3 décembre 1202) est le dix-neuvième roi de la Corée de la dynastie Goryeo. Il a régné de 1170 à 1197.